# Austrosimulium multicorne
Austrosimulium multicorne är en tvåvingeart som beskrevs av Tonnior 1925. Austrosimulium multicorne ingår i släktet Austrosimulium och familjen knott. Inga underarter finns listade i Catalogue of Life.